# L'Italia in pigiama
L'Italia in pigiama è un film del 1977, diretto da Guido Guerrasio.

## Trama
Film documentario ad episodi, dedicato alla condizione di subalternità della donna ed alla differenza di comportamento nelle varie aree dell'Italia. Al sud focalizza un rapporto sessuale fra padre e figlia, poi la punizione di una donna considerata adultera ed infine un "esame di virilità" fatto dal promesso sposo in modo pubblico.
Da ricordare che al film partecipa anche il cantante Mino Reitano, che interpreta sé stesso.

## Produzione
Il film è il primo prodotto da Niccolò Denora, un imprenditore di Altamura, che affidò la regia a Guido Guerrasio, autore  di due film a carattere documentario (Italia in Patagonia, Dal sabato al lunedì). Molte scene furono girate a Gravina in Puglia ed Altamura. A causa di vicissitudini particolari (si veda la scheda per il successivo film prodotto: La bidonata) la pellicola ebbe diffusione limitata con esito finanziario negativo.